# Geofagie
Geofagie is het welbewust eten van grond, zoals klei of zand.
Het wordt in de westerse wereld beschouwd als een psychische stoornis en is opgenomen in de DSM. Ook volgens de Wereldgezondheidsorganisatie (WHO) is het een ziekte. In 2016 noemde een internist van het voormalige Academisch Medisch Centrum, Hans Romijn, het een uiterst zeldzaam geval van pica, de zucht naar het consumeren van niet-eetbare dingen. De WHO raadt geofagie af. Er kunnen zware metalen in grond zitten. In bijvoorbeeld klei kunnen schadelijke stoffen zitten, zoals hoge gehaltes aan toxische metalen als lood en arseen, of dioxines. Ook zit de bodem vol leven en daarom ook van ziekmakende pathogenen, waardoor met name in de tropen de kans bestaat dat een darmparasiet zich in het maag-darmstelsel nestelt.
Er zijn ook positieve geluiden over het eten van grond. Soms komt uit onderzoek naar voren dat geofagie het menselijk lichaam mogelijk juist beschermt tegen pathogenen. Zo zou klei zich kunnen binden aan schadelijke factoren, zoals micro-organismen, ziekteverwekkers en virussen. Ook kan het wellicht de maag kalmeren, of ervoor zorgen dat virussen en bacteriën het lichaam niet kunnen binnendringen. De gezondheidsclaims hebben dus betrekking op ontgiften, het leveren van mineralen en sporenelementen en werking als anti-infectiemiddel. In het geneesmiddel Kaopectate zit het kleimineraal kaolien. In Norit-tabletten zitten uit aardmassa geïsoleerde bestanddelen. Ook wordt in water opgeloste klei soms voorgeschreven tegen voedselvergiftiging en diarree. Leemgrond bedoeld voor consumptie is ook gewoon in de winkel te koop, onder meer als "Luvos Heilaarde" en "Löss".
Geofagie is een wereldwijd fenomeen dat voor komt op alle continenten. Het komt zelfs zo veel voor dat het waarschijnlijk gaat om een gewoonte die evolutionair is bepaald. Vooral onder kinderen en zwangere vrouwen, en in warme landen. Volgens Nico van Straalen, bioloog en hoogleraar aan de VU, blijkt uit een onderzoek dat de meeste kinderen minder dan 25 mg grond per dag eten, maar sommigen meer dan 350 mg. In sommige Afrikaanse landen zou 30 tot 60 procent van alle zwangere vrouwen wel eens grond eten. Hippocrates schreef al in 400 AD over vrouwen die klei aten.
In Nederland kreeg geofagie in 2016 en 2021 de nodige aandacht. In 2016 riep blogger Rens Kroes haar Instagram-volgers op om schone klei te drinken als detox. Ze prees kleiconsumptie aan als 'supergezond'. Dit leidde tot diverse reacties. Edith Feskens, hoogleraar voeding en gezondheid aan de WUR, noemde de kleikuur een "detox-light", en stelde dat die niet veel kwaad kan als niet-verontreinigde klei wordt gebruikt. Koen Venema, professor aan de UM, daarentegen was niet te spreken over het kleidieet, aangezien er een vitaminetekort door zou kunnen ontstaat in het lichaam. In 2021 was als onderdeel van tentoonstelling Earth as Superfood bij het Wereldbodemmuseum tijdelijk te zien de "Museum of Edible Earth" collectie aardemonsters van Russische kunstenaar Mascha Rudnaya ("masharu"). Rudnaya is een geofaag en eet rond de 10 gram grond per dag. In 2021 werd ook een symposium over geofagie georganiseerd in ontmoetingscentrum Impulse.

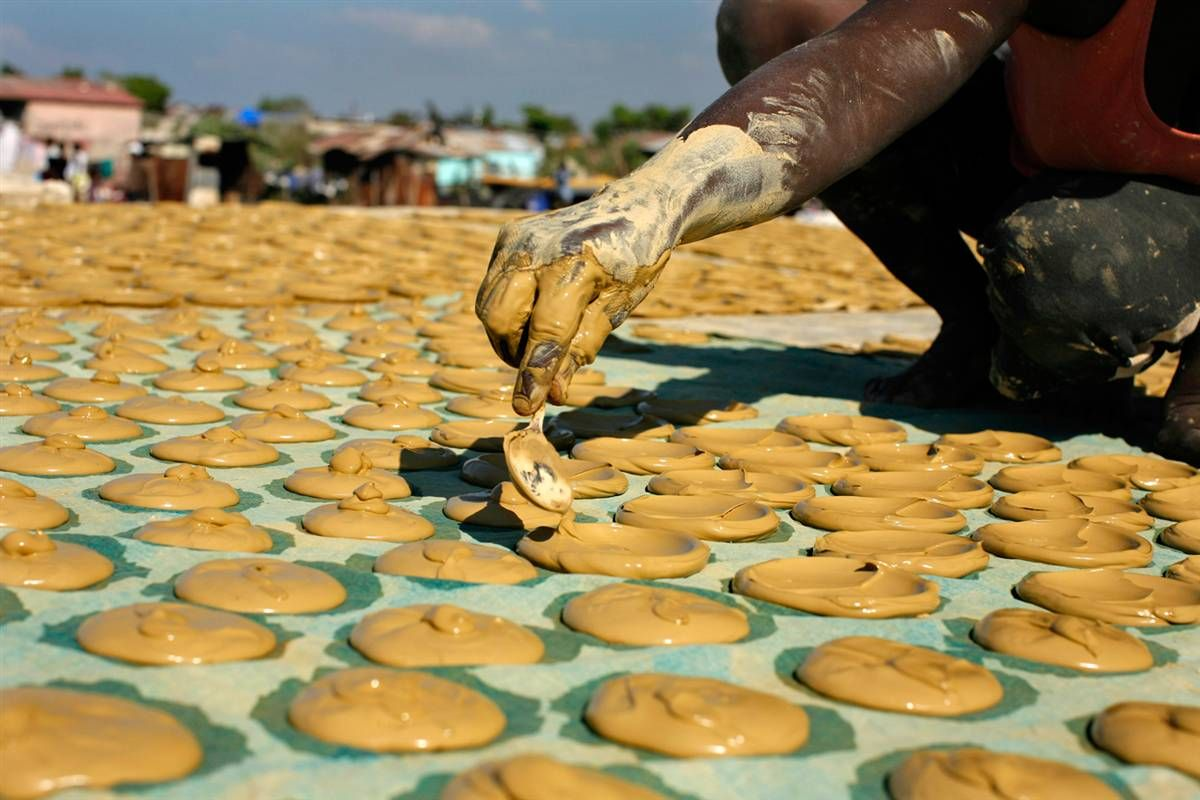
Bereiding van Haïtische galettes

Af en toe wordt grond gegeten om de honger te stillen. Om die reden eten bewoners van Haïti soms Haïtische galettes, koekjes van gebakken modder. Ook Papoea's eten grond als ze niets anders kunnen vinden. Het verschijnsel kwam ook voor in Madagaskar, toen dat eiland werd geteisterd door hongersnood.
Allerlei dieren zijn geofagen, waaronder olifanten, grizzlyberen, papegaaien, konijnen en eekhoorns. Ook komt het relatief vaak voor bij zowel wilde als gedomesticeerde paarden.